# Rhyacophila teddyi
Rhyacophila teddyi är en nattsländeart som beskrevs av Ross 1939. Rhyacophila teddyi ingår i släktet Rhyacophila och familjen rovnattsländor. Inga underarter finns listade i Catalogue of Life.